# HŠK Concordia
El HŠK Concordia fue un club de fútbol croata de Zagreb. Fue fundado en 1906 como Srednjoškolski športski klub y se proclamó campeón de la liga yugoslava en dos ocasiones. Con la llegada al poder del gobierno comunista yugoslavo el club fue clausurado por las autoridades en 1945.

## Historia
El club fue fundado en 1906 como Srednjoškolski športski klub. Para el final de la Primera Guerra Mundial, el equipo había jugado muchos partidos a nivel nacional como internacional. Después de la guerra, los miembros anteriores a la guerra junto con los miembros del HŠK Viktorija formaron el club Concordia-Viktorija (rebautizado rápidamente a Concordia).
Uno de los actos más importantes del club fue la construcción de un estadio en Tratinska (actualmente Stadion u Kranjčevićevoj), entonces el más grande de Zagreb. Fue terminado en 1921 y la selección de fútbol de Yugoslavia jugó once partidos en los terrenos del club.
Aparte del fútbol, el club tenía secciones polideportivas como el atletismo, esquí, hockey y tenis de mesa. Entre los futbolistas más importantes del club y que le convirtieron en dos veces campeón de la liga yugoslava figuran: Ivan Belošević, Zvonko Jazbec, Zvonko Monsider, Slavko Kodrnja y Karlo Muradori, entre otros.
En 1945 el club fue renombrado Zeleni 1906. El tercer uniforme del NK Zagreb es verde en honor al Concordia, cuyo estadio es utilizado por el equipo en la actualidad.

## Palmarés
- Campeonato yugoslavo
  - 1930, 1932

## Presidentes
- Ervin Rosmanith (1906–11)
- J. Reberski (1912–22)
- Roman Rosmanith (1923)
- M. Pajnić (1924)
- M. Bosnić (1925–32)
- L. Thaller (1933–40)